# جيك هانكوك
جيك هانكوك (28 نوفمبر 1991 - ) (بالإنجليزية: Jake Hancock)‏ هو لاعب كريكت أسترالي.

## وصلات خارجية
- جيك هانكوك على موقع إي آس بي آن كريك إنفو (الإنجليزية)